# Conflit de la langouste entre la France et le Brésil
Le conflit de la langouste, parfois appelé ironiquement « guerre de la langouste », est un conflit qui opposa la France et le Brésil au début des années 1960 au sujet de la pêche à la langouste. Le différend porte sur une question essentiellement juridique, à savoir si le droit d'un État à l'exploitation exclusive des ressources naturelles sur son plateau continental s'étend également aux espèces vivantes, et dans le cas présent aux langoustes.
Le conflit apparaît en 1961 avec la décision brésilienne d'interdire sa zone de pêche exclusive aux navires français et par l'arraisonnement en 1962 et 1963 de langoustiers français. La France décide d'envoyer cette année-là, deux bâtiments militaires pour protéger les pêcheurs français. Après une brève période de tension, le conflit est finalement réglé pacifiquement.

## Le contexte géopolitique et halieutique

### La crise de la pêche à la langouste (années 1950)
Le conflit de la langouste entre la France et le Brésil s'inscrit dans un contexte de mutation profonde de la pêche de ce crustacé. C'est au début du XXe siècle, qu'une expédition scientifique française découvre le potentiel des côtes de Mauritanie en matière de pêche. En 1909, les premiers langoustiers français se rendent sur les côtes d'Afrique. La pêche à la langouste, artisanale au début, se modernise et prend de l'ampleur. Les stocks de langouste verte (Panulirus gracilis), qui représente alors l'essentiel de la pêche, montrent des signes de déclin au début des années 1950. Il y a nécessité de prospecter de nouvelles zones de pêche et de trouver de nouveaux produits. Les langoustiers se tournent un temps vers la langouste rose (Palinurus mauritanicus), mais le fait que cette espèce vive entre 150 et 300 mètres de profondeur, rend sa pêche plus compliquée,.
À la fin des années 1950, la concurrence des queues de langoustes congelées en provenance du Cap portent un préjudice sérieux aux « Mauritaniens ». Sur les côtes du Rio de Oro, au large du cap Blanc et du banc d'Arguin, les rendements diminuent et, le 28 novembre 1960, la Mauritanie accède à l’indépendance. La zone de pêche des langoustes vertes passe sous juridiction de la République islamique de Mauritanie et par ce fait la flottille n'y a plus accès. Les langoustiers désarment.
Au Brésil, la pêche à la langouste le long de la côte du Nordeste se faisait depuis des siècles de manière rudimentaire, au moyen d'un covo traditionnel, un casier dans lequel l'animal entre et se retrouve prisonnier. Elle assurait la subsistance des familles de la région et permettait d'approvisionner les petits marchés locaux. Ce n'est qu'à partir des années 1930 que la langouste va acquérir une grande valeur commerciale.
Sa valeur devient telle qu'elle suscite l'intérêt d'entreprises étrangères dans les années 1950, des entreprises japonaises en particulier qui décident d'envoyer des bateaux de pêche dans la région. Des permis de pêche leur sont délivrés mais le gouvernement brésilien exige en retour que les équipages des bateaux soient composés de Brésiliens. Face à la difficulté à se conformer à cette exigence, les Japonais préfèrent abandonner la pêche à la langouste et acheter directement au jangadeiros le produit de leur pêche, obtenant ainsi une bonne rentabilité. L'industrie de la langouste naissante se développe alors grâce à la mise au point du procédé de congélation. L'activité augmente significativement dans les ports de Recife et Fortaleza en raison de l'exportation de crustacés.

### La France sort de la décolonisation
Au début des années 1960, la France sort du mouvement de décolonisation, le 18 mars 1962 sont signés les Accords d'Évian mettant fin à la guerre d'Algérie. Ces accords marquent la fin de l'Empire colonial français.
La perte progressive des colonies affecte la fierté nationale. Pour y remédier, le général de Gaulle lance sa « politique de grandeur », dont l'objectif sera de conduire le pays vers une indépendance totale en matière économique et politique, en retrait par rapport à la bipolarisation États-Unis/URSS, instaurée par la guerre froide. Dès 1959, la France commence à s'éloigner progressivement de l'OTAN ; elle réussit son premier essai nucléaire en 1960 et met en place sa force de dissuasion nucléaire. Telle est la France au début des années 1960, à l'époque où le conflit éclate avec le Brésil, cherchant sa place et son indépendance dans le nouveau monde en formation et essayant d'oublier son passé colonial.

### Le Brésil face à l'instabilité politique et dans la Guerre froide
Les années 1950 au Brésil sont marquées par l'ingérence de l'armée dans la conduite de la politique nationale. La « República do Galeão », nom donné aux enquêtes politiques menées par les militaires, et le Mouvement du 11 novembre (pt) montrent que les militaires n'étaient pas satisfaits de la conduite du pays et divisés entre eux.
La présidence de Juscelino Kubitschek marque un certain retour au calme mais, l'élection en 1961, de Jânio da Silva Quadros va replonger le pays dans l'instabilité. Voulant rééquilibrer la politique étrangère du pays, il se déclare favorable à la reprise des relations diplomatiques avec l'URSS et ses alliés du « rideau de fer ». Il décore Che Guevara — alors ministre à Cuba — de l'Ordre de la Croix du Sud. Cette politique irrite Washington, ses alliés européens et la droite brésilienne, et notamment les membres de l'UDN qui l'avait soutenu lors de son élection. Quadros, poussé à la démission le 25 août, 1961, est remplacé par son vice-président João Goulart.
La présidence de Goulart n'est pas moins tumultueuse. Les ministres militaires ayant refusé de valider son élection, il ne doit son maintien en poste qu'à la menace d'intervention des militaires de Rio Grande do Sul. Le référendum de janvier 1963, qui réforme le régime présidentiel, ne suffit pas à apaiser les esprits. La crise politique se double d'une crise économique, fin 1962, le taux d'inflation au Brésil est de 52% par an.

## L'arrivée des langoustiers français au large du Brésil (1961)

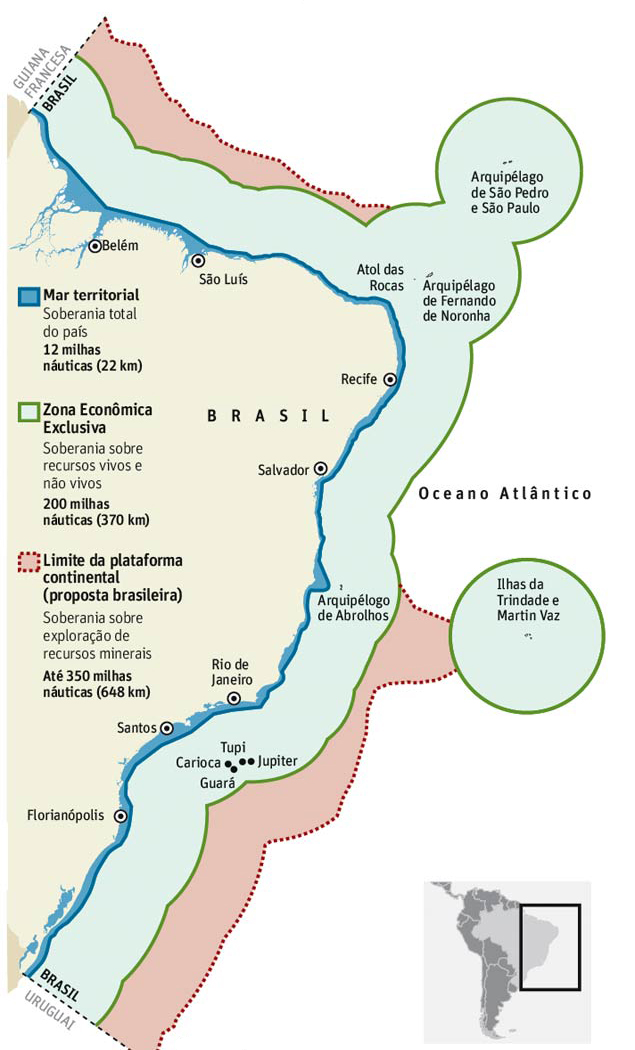
Carte des côtes brésilienne, montrant :
la mer territoriale (12 milles / 22 km)
la zone économique exclusive (200 milles / 370 km)
la limite du plateau continental (jusqu'à 350 milles / 650 km)

Au début de l'année 1961, des bâtiments de pêche qui, jusqu'alors pêchaient la langouste au large de la Mauritanie se présentent devant la côte nord-est du Brésil afin d'explorer les possibilités de pêche qu'offraient ces parages (les langoustes vivent à des profondeurs de 70 à 200 mètres de fond). La pêche à la langouste connaît alors un essor remarquable au Brésil. Les exportations passent de 40 tonnes par an en 1955, à 1 741 tonnes en 1961. La pêche, qui se concentrait alors autour des ports de Fortaleza et Recife, génère un excédent commercial de 3 millions de dollars par an pour le pays.
La Companhia de Desenvolvimento da Pesca (CODEPE), l'organisme fédéral responsable du développement de la pêche dans le pays, et les autorités navales de Recife, la capitale de l’État de Pernambouc, avec qui des relations cordiales avaient été nouées au début, autorisent en mars 1961 les bateaux français à mener des « investigations ». L'autorisation, valable pour une durée de 180 jours ne concerne que trois bâtiments venu de Camaret-sur-Mer en Bretagne dont deux femmes de la direction s'étaient renseignées sur les zones intéressantes auprès de Marcel Isy-Schwart qui n'avait pas idée de la crise subséquente. Cependant, elles modifient peu de temps après leur attitude et notifient aux navires français une interdiction de pêche à l'intérieur d'une zone exclusivement réservée aux pêcheurs brésiliens et s'étendant jusqu'à 12 milles des côtes, au motif que les langoustiers français faisaient de la pêche à grande échelle. Face à cette décision, le gouvernement français proteste, mais l'affaire reste sans suite. Le dernier langoustier français quitte le Brésil en avril 1961.
En novembre 1961, les pêcheurs français reviennent à la charge et demandent l'autorisation de pêcher au-dessus du plateau continental, entre la zone des 12 milles et jusqu'à une profondeur de 200 mètres. Une nouvelle autorisation leur est concédée,.

## La rivalité entre pêcheurs français et américains, l'élément déclencheur
Le brusque changement d'attitude des autorités brésiliennes qui va être l'élément déclencheur du conflit s'explique et s'analyse avant tout comme un différend commercial entre, d'une part, une société américaine (et une société anglaise selon certaines sources), installée à Fortaleza et, d'autre part, les pêcheurs français nouveaux venus dans les parages. Cette société, qui avait alors la haute main sur l'achat de la langouste, achetait à bas prix les crustacés aux pêcheurs brésiliens. Elle voyait d'un mauvais œil la concurrence des pêcheurs français qui, en payant plus cher les pêcheurs locaux, lui causait un préjudice commercial.[réf. nécessaire]
Cette société va alors s'engager dans une violente campagne de presse et encourage les pêcheurs locaux à demander au gouvernement brésilien le retrait des Français de la région… ce qui sera rapidement le cas.
Les pêcheurs nordestins se mettent à manifester et à faire pression sur le gouvernement brésilien, menaçant de s'en prendre directement aux pêcheurs français et à leurs représentants sur terre, pour la défense de leurs intérêts. Ils se plaignent alors d'une concurrence déloyale : outre le fait que les bateaux français étaient plus récents, plus grands et mieux équipés, ils étaient accusés de pratiquer le chalutage, mode de pêche interdit au Brésil pour son caractère prédateur – qui consistait à lancer un chalut lesté de poids qui permettait de pêcher les espèces vivant sur le plancher de l'océan.
Sur le plan des relations internationales, les relations entre le Brésil et la France sont alors relativement bonnes. Cependant, certains sujets de tensions existent déjà à l'époque, en raison notamment du refus du Brésil d’indemniser les porteurs français d’actions d’entreprises nationalisées par Getúlio Vargas durant la Seconde Guerre mondiale. L'intransigeance réciproque, qui connaîtra son apogée au printemps 1963 peut également s'expliquer par les nationalismes exacerbés par la guerre d'Algérie côté français, et par l'occupation de l'avant-scène sud-américaine par Cuba, lors de la crise des missiles de Cuba, côté brésilien.

## L'arraisonnement de langoustiers français (1962-1963)

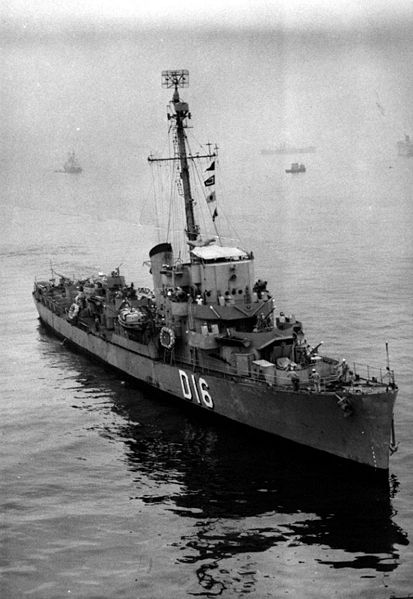
L'escorteur Babitonga.

C'est au cours des campagnes de pêche suivantes en 1962 et 1963 que le différend se développe et prend une acuité plus importante. Face aux plaintes des pêcheurs brésiliens, le gouvernement de João Goulart ordonne à l'amiral Arnoldo Toscano d'envoyer deux bâtiments dans la zone où se trouvaient les bateaux français, la corvette Ipiranga et l'escorteur Babitonga.
De janvier à août 1962, cinq langoustiers français sont arraisonnés par la Marine brésilienne à des distances variant de 18 à 30 milles, largement au-delà des limites de la mer territoriale brésilienne comme de celles de la zone de pêche exclusive de 12 milles revendiquée en 1961. Le 2 janvier, la Cassiopée, est arraisonnée par l'Ipiranga. Peu de temps après, la corvette Purus repère deux langoustiers (le Françoise Christine et le Lonk-Ael) près de la côte de Rio Grande do Norte, mais sur demande de l'état-major de la Marine (EMM), ils ne sont pas arraisonnés. Le Babitonga arraisonne lui le Plomarc'h, le 14 juin, et le Lonk-Ael, le 10 juillet, le long de littoral de Rio Grande do Norte. Les deux derniers langoustiers arrêtés sont la Françoise-Christine et le Folgor, en août au large de Ceará, cette fois par l'Ipiranga. Chaque fois, les capitaines des bateaux sont informés par les Brésiliens de l'irrégularité (supposée ou avérée) de leur présence, et « invités » à signer un engagement à ne pas revenir sur les côtes brésiliennes.

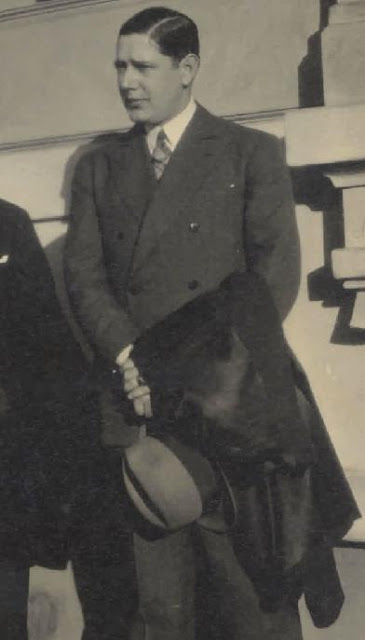
Le Brésil n'est pas un pays sérieux
— Carlos Alves de Souza Filho

Chacun de ces arraisonnements provoque de la part du gouvernement français des protestations énergiques et des échanges de notes avec le gouvernement brésilien qui, changeant de tactique, prétend pour la première fois le 19 janvier 1962 que la langouste constituait une ressource naturelle du plateau continental et que, par la suite, dans les limites de ce plateau qui s'étend très loin au large et sur certains points jusqu'à 180 km de la côte, le Brésil jouissait de droits exclusifs de pêche sur cette catégorie de crustacés. L'argument défendu par le gouvernement brésilien consiste alors à dire que les langoustes, se déplaçant sur le plancher océanique, pouvaient être considérées comme des ressources naturelles du pays. L'ambassadeur brésilien en poste à Paris, Carlos Alves de Souza Filho est convoqué par le général de Gaulle pour évoquer le différend. Il sort de la réunion convaincu par les arguments français et, quelques heures plus tard, il déclare au journaliste Luís Edgar de Andrade du quotidien brésilien Jornal do Brasil venu l'interroger « O Brasil não é um país sério » (en français : « le Brésil n'est pas un pays sérieux »), ce qu'il confirmera en 1979 dans ses Mémoires,. L'ambassadeur brésilien fait alors allusion aux caricatures dont fait l'objet le général de Gaulle dans la presse brésilienne et à l'air de samba carnavalesque A lagosta é nossa (litt. « La langouste est à nous »), chanté par Moreira da Silva. Cette phrase, attribuée à tort au général de Gaulle par la presse brésilienne, aura un large écho dans le pays.
Les difficultés reprennent avec la campagne de 1963. Le 30 janvier, un navire de patrouille détecte la présence de bateaux français dans la région et, ces derniers ignorant les sommations de se retirer en dehors de la zone des 200 milles, il reçoit l'ordre d'« user de la force dans la mesure du nécessaire ». Face à la menace, les langoustiers français décident finalement d'obtempérer. Le lendemain, trois langoustiers qui étaient revenus sur zone sont arraisonnés — la Françoise-Christine pour la deuxième fois, le Banc-d'Arguin et la Gotte —. Relâchés le 9 février, l'ambassadeur de France au Brésil, Jacques Baeyens, obtient du président João Goulart que ces bâtiments reçoivent l'assurance qu'ils pourraient poursuivre leur activité pendant que se dérouleraient les pourparlers en vue de la recherche d'un règlement amiable du conflit. Cependant, face à la pression populaire, le 18 février, le gouvernement brésilien change brusquement d'attitude et décide de donner aux navires français 48 heures pour quitter les eaux situées au-dessus du plateau continental brésilien ; les pêcheurs français se retirent le 20 février, alors que se poursuivent les échanges de notes diplomatiques,.
Le même jour, le ministre des Affaires étrangères brésilien Hermes Lima déclare : « L'attitude de la France est inadmissible, et notre gouvernement ne reculera pas. Les langoustes ne seront plus pêchées ». Il convoque une réunion secrète de son cabinet pour étudier les derniers développements du conflit.

## L'escalade militaire (printemps 1963)

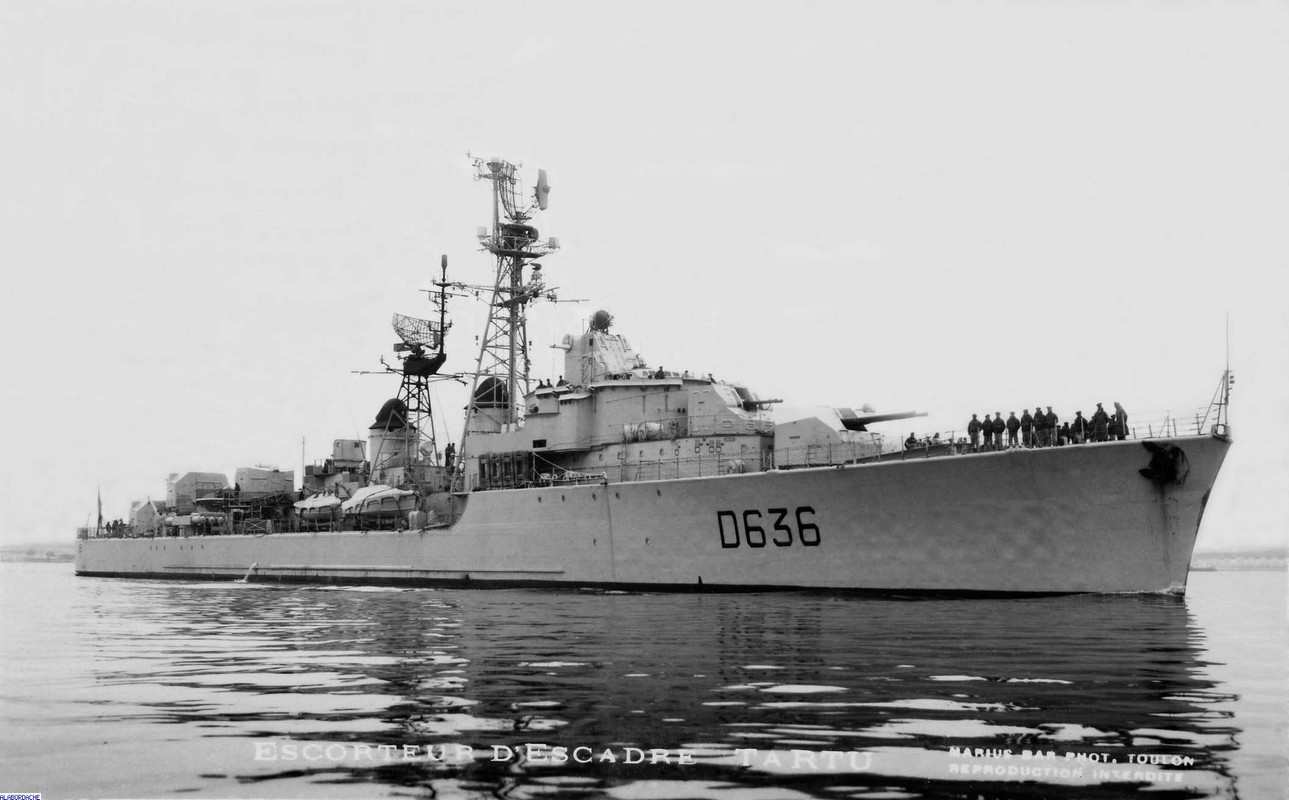
L'escorteur d'escadre envoyé au large des côtes brésiliennes.

Sur les entrefaites, le gouvernement français décide, conformément à une pratique courante chez tous les États qui pratiquent la pêche lointaine et que reconnaît le droit international, d'envoyer un bâtiment de guerre sur les lieux de pêche aux fins de surveillance et de protection des ressortissants français. Au début du mois de février, une importante flotte française quitte la base de Toulon, en Méditerranée, et fait route en direction de l'océan Atlantique. Cette flotte est composée du porte-avions Clemenceau — avec à son bord les flottilles 4F et 16F — du croiseur De Grasse, des escorteurs d'escadre Cassard (de la classe T 47) Jauréguiberry et Tartu (de la classe T 53) des escorteurs rapides Le Picard, Le Gascon, L’Agenais, Le Béarnais, Le Vendéen (tous de la classe E 52 et principalement affectés à la lutte anti-sous-marine), du pétrolier ravitailleur d'escadre La Baïse et de l'aviso Paul Goffeny.
La flotte fait escale le 21 février à Dakar, au Sénégal, puis, quelques jours plus tard, à Abidjan en Côte d'Ivoire. Le ministre brésilien de la Marine, l'amiral Pedro Paulo Suzano, s'inquiète alors publiquement que les principales unités de la flotte française basée en Méditerranée se préparent à renforcer la flottille au large du Brésil. L'information est rapidement démentie par la France, qui note que le Clemenceau et d'autres bâtiments ne faisaient que mener une mission de routine au large des côtes africaines. L'information transmise à l'ambassadeur du Brésil par les autorités françaises précise que seul l'escorteur d'escadre Tartu ferait route en direction du Brésil, et qu'il avait pour instructions de :
1. contrôler les mouvements de pêcheurs français afin de s'assurer qu'ils ne s'approchent pas de la zone des 12 milles ;
2. assurer à ces mêmes pêcheurs le droit de pêcher la langouste au-delà de cette même limite[8].

Quelques jours plus tard, le Tartu se positionne à 100 milles des côtes brésiliennes et les navires de pêche se rassemblent autour de lui.
La tension est alors à son comble, la présence de bâtiments français, en Afrique de l'Ouest, à seulement deux jours de navigation et quelques heures de vols pour les avions, est ressentie comme une menace. Les journaux brésiliens condamnent la position française en appellent à la fermeté. Une photo truquée, montrant le Clemenceau quittant les côtes africaines pour le Brésil, est publiée par la presse brésilienne. Une rumeur prétend que le croiseur De Grasse avait également été détaché en compagnie du Tartu.
Dans l'opinion publique, la guerre était déclarée. Le Correio da Manhã titre « Navíos franceses atacam do Nordeste jangadeiros que pescam lagosta » (« Des navires français attaquent les jangadeiros du Nordeste qui pêchent la langouste ») ; Última Hora titre quant à elle : « Frota naval de França ronda costa do Brasil » (« La flotte navale française autour de la côte du Brésil »). Dans le même temps, sur un ton plus léger, un succès musical brésilien de 1953 intitulé Você pensa que cachaça é agua ? (en français : Vous pensez que la cachaça est de l'eau ?) est détourné en Você pensa que lagosta é peixe ? (en français : Vous pensez que la langouste est un poisson ?), pour se moquer de la position française. En France, les journaux insistent, surtout sur le fait que — dans l'hypothèse d'un conflit — la France détenait l'arme nucléaire, contrairement au Brésil.
Au Brésil, le président réunit le Conseil national de la Défense. La IVe Armée brésilienne, basée à Recife, et placée sous les ordres directs du commandant en chef des forces armées Humberto de Alencar Castelo Branco, est mobilisée. Plusieurs bâtiments sont envoyés en direction des côtes de Pernambouc, et les bâtiments stationnés à Salvador dans l'État de Bahia sont mis en alerte permanente. Plusieurs escadrilles de bombardiers B-17 Flying Fortress des Forces aériennes brésiliennes sont déplacées en direction de Natal et Recife. La mobilisation est rapide mais désordonnée, révélant l'état médiocre de la préparation des forces armées et du matériel militaire brésilien, ainsi que de graves carences logistiques. Les restrictions de munitions et de torpilles sont alors si sévères qu'elle ne permettaient pas aux bâtiments brésiliens de soutenir un combat au-delà de 30 minutes.
Six avions de patrouille et le croiseur Almirante Barroso sont envoyés sur zone, ainsi que le porte-avions Minas Gerais,.

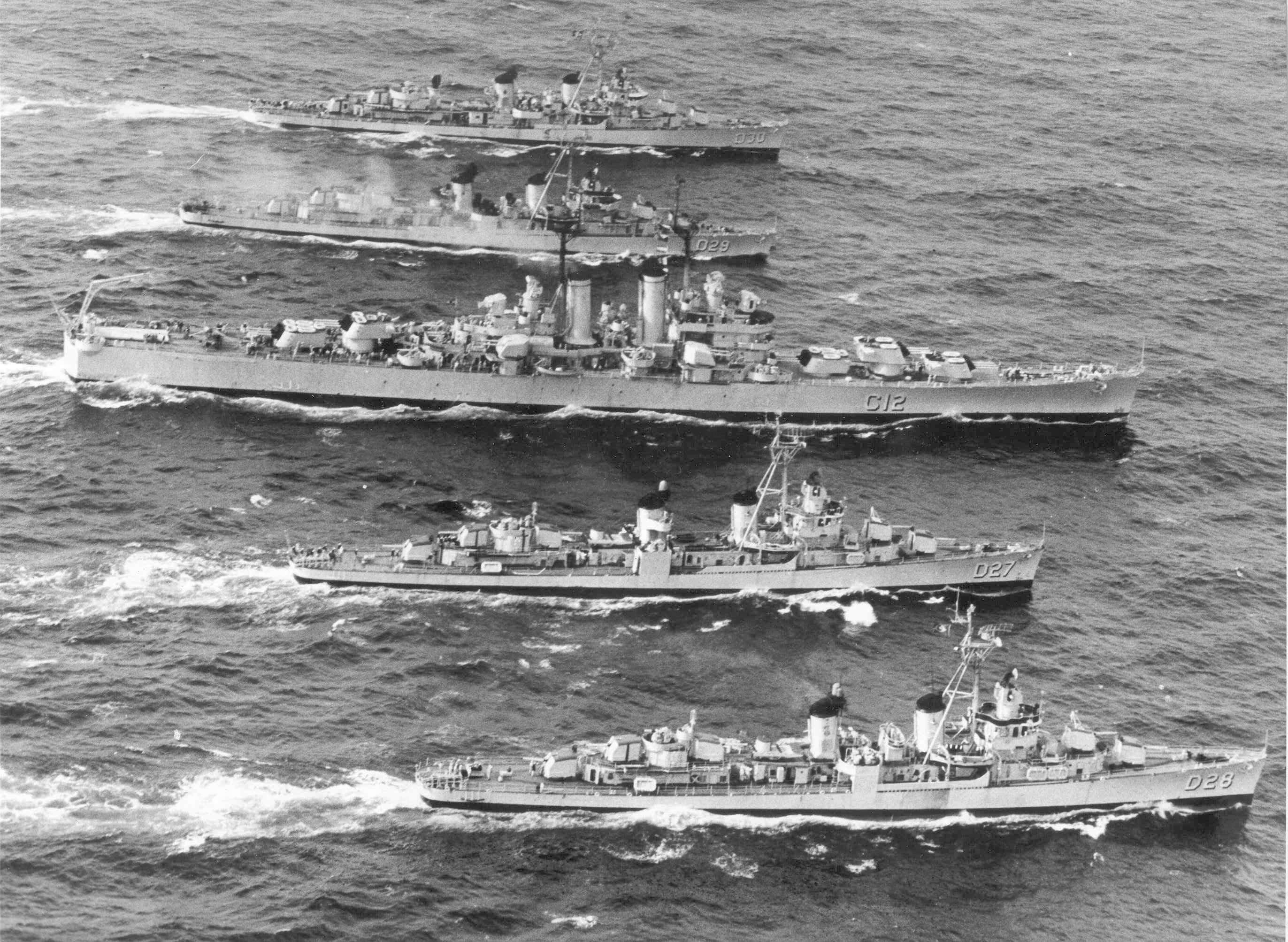
Escadre de la Marine brésilienne se rendant sur la zone en 1961. Au centre le croiseur léger Almirante Tamandaré, entouré de quatre bâtiments de la classe Fletcher.
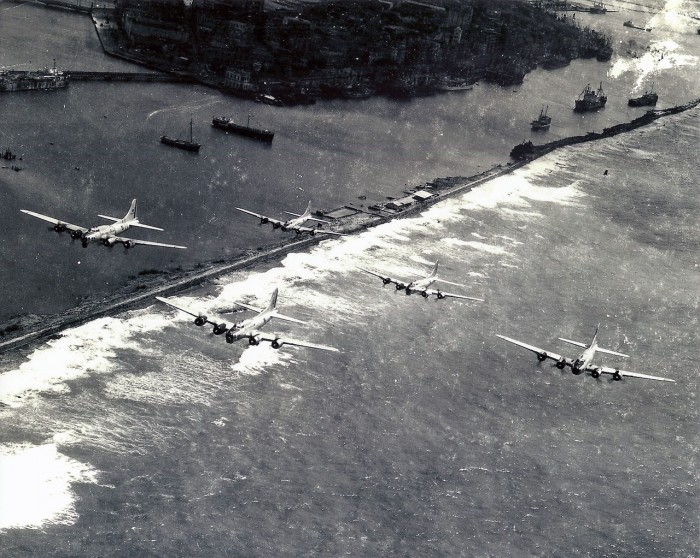
Escadrille de bombardiers B-17 Flying Fortress envoyée dans le Nordeste.
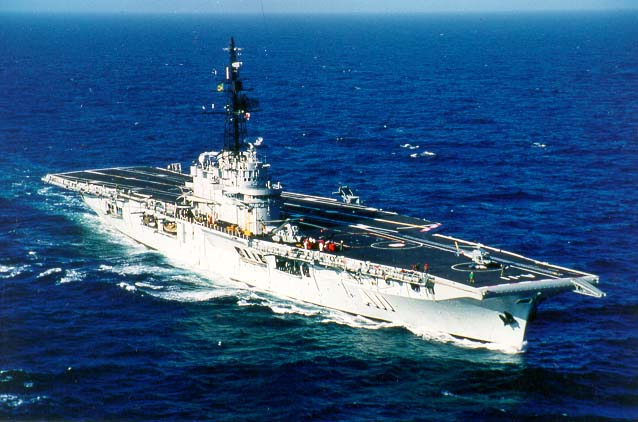
Le porte-avions Minas Gerais, plus gros bâtiment de la Marine brésilienne, est également envoyée sur zone.

## Les tractations diplomatiques et l'apaisement
Dans les chancelleries, d'autres questions sont à l'étude. Du côté français, on imagine alors que la posture de fermeté du gouvernement brésilien était soutenue secrètement par les États-Unis. Cette hypothèse était en réalité erronée. À cette époque, le Département d'État américain envoie un message clair au Brésil stipulant que les navires de guerre du pays – qui étaient alors loués auprès des États-Unis – ne pourraient en vertu du contrat qui les liaient être employés dans un conflit contre un pays ami des États-Unis. Les Américains exigent alors que ces navires retournent dans leurs bases respectives. Le Brésil refuse de céder à cette demande, mentionnant le Traité interaméricain d'assistance réciproque (TIAR) de 1947 et utilise un argument destiné à amadouer leur interlocuteur : le fait que le Brésil ait rejoint les Alliés et déclaré la guerre au Japon à la suite de l'attaque sur Pearl Harbor, le 7 décembre 1941, par solidarité avec les États-Unis.
Dans un souci d’apaisement, la Marine française rappelle le Tartu qui est remplacé par un autre bâtiment de faible tonnage, l'aviso Paul Goffeny (1 000 tonnes), et armé seulement d'un canon de 100 mm.
Le 27 février, à l'issue du Conseil des ministres, le général de Gaulle déclare :

« Cette guerre de la langouste, c'est encore une histoire d'Américains ! Parce que nos bateaux osent faire concurrence à des compagnies américaines ! Ces langoustes sont payées 2 500 francs le kilo à Paris. Les compagnies américaines qui nous les vendent, les achètent aux pêcheurs brésiliens à Recife pour 75 centimes. Ces compagnies ont évidemment grand intérêt à garder leur monopole. Les Américains sont trop contents de déchaîner les journaux brésiliens contre la France. »

Le 8 mars, les six langoustiers sur zone reçoivent l'ordre de quitter les parages et le Paul Goffeny regagne à son tour sa base le 10 mars,.

## La résolution du conflit
Pour défendre sa position et démontrer que la position brésilienne était injustifiée au regard du droit international, le gouvernement français peut s'appuyer sur l'article 2 de la Convention de Genève sur la haute mer du 29 avril 1958, à savoir : 
Cependant, il se heurte au fait que, d'une part, ni la France, ni le Brésil ne l'aient alors signée et, d'autre part, que le texte ne soit pas encore entré en vigueur (ce ne sera le cas que le 10 juin 1964).
La solution de l'arbitrage international est alors envisagée. Les deux pays étant en effet liés, d'une part par la Convention pour les règlements pacifiques des conflits internationaux du 18 octobre 1907 et, d'autre part, un accord bilatéral, la Convention d'arbitrage entre la République française et les 
États-Unis du Brésil, signée à Petrópolis le 7 avril 1909.
Dès le mois de juillet 1962, le gouvernement français propose officiellement au gouvernement brésilien, par deux démarches effectuées le 26 juillet, à Paris, et le 30 juillet, à Rio de Janeiro, de soumettre le différend à l'arbitrage. Ces propositions restent sans réponse. Le 22 février 1963, une nouvelle proposition — plus conciliante encore — est faite au gouvernement brésilien lui proposant de soumettre à l'arbitrage la question préalable de l'applicabilité de la Convention de 1909, dans le cas où le gouvernement brésilien estimerait que ce différend n'entre pas dans les cas prévus par ladite Convention. Le 8 mars 1963, le gouvernement français transmet par le biais de son ambassade à Rio de Janeiro deux projets de compromis correspondant aux deux hypothèses. La question est dans le courant de l'année 1963 portée devant le Secrétariat général de la cour permanente d'arbitrage, basée à La Haye aux Pays-Bas,.
Bien que cet incident diplomatique ait eu lieu avant la rédaction de la Convention des Nations unies sur le droit de la mer (1973), il trouve une issue avec la signature d'un accord le 10 décembre 1964 qui accorde à vingt-six langoustiers français le droit de pêcher au large du Brésil pour une durée de cinq ans, pourvu qu'ils reversent une partie des revenus tirés de cette pêche dans les « zones désignées » (par l'accord).
En janvier 1964, le président brésilien João Goulart avait déjà joué l'apaisement en adressant une lettre chaleureuse au général de Gaulle, l'invitant à se rendre au Brésil lors de sa tournée sud-américaine prévue pour l'automne de cette même année. Ce sera le cas au début du mois d'octobre 1964, et l'accueil qu'il y recevra montrera vite que le conflit avait été oublié.

## Développements judiciaires ultérieurs…

### … relatifs à la qualification des langoustes
Le 6 juillet 1966, le Tribunal administratif de Rennes résume la position du gouvernement français qui consiste alors à dire que les langoustes peuvent être assimilées aux poissons, étant donné qu'elles peuvent se déplacer dans la mer en nageant, et qu'elles ne peuvent donc pas être assimilées à des ressources naturelles directement rattachées au plateau continental. La position brésilienne consiste alors à dire que les langoustes sont comme les huîtres et que, se déplaçant par petits bonds au fond de l'eau, elles faisaient partie des ressources naturelles du pays. L'amiral Paulo Moreira da Silva, expert de la Marine brésilienne en matière d'océanographie qui avait été envoyé sur place pour venir en soutien du comité diplomatique réuni à cette occasion, affirma que pour que le Brésil accepte la position scientifique française que les langoustes pouvaient être assimilées à des poissons parce qu'elles faisaient des « bonds » au fond de l'eau, la France devrait accepter — selon la même logique — que lorsqu'un kangourou « saute » il soit considéré comme un oiseau. La pertinence de la position brésilienne est alors reconnue[réf. nécessaire].

### … relatifs aux plaintes des pêcheurs
Les demandes de MM. Celton et Stephen, deux patrons-pêcheurs qui demandaient une indemnisation à l’État français pour les pertes occasionnées par la campagne de pêche de janvier-mars 1963 sont rejetées, et le tribunal estime que l’État français ne pouvait être tenu responsable des pertes causées par une décision unilatérale du gouvernement brésilien. Une décision du Conseil d'État rejette la thèse selon laquelle le gouvernement français avait autorisé les plaignants à envoyer leurs bateaux pêcher la langouste en eaux lointaines, ou au large des côtes du Brésil, affirmant que les licences accordées aux plaignants s'appliquaient aux capitaines et non aux propriétaires des bateaux. Le Conseil d’État ajoute que les autorisations permettaient aux capitaines d'aller pêcher en haute-mer, mais ne mentionnaient pas de zone en particulier. En l'absence de preuves tendant à démontrer que le gouvernement français avait explicitement autorisé la pêche à la langouste dans cette zone au large du Brésil, les demandes d'indemnisation sont rejetées.

### Sources et bibliographie
En français
- « Le conflit de la langouste entre la France et le Brésil », Politique étrangère, vol. 28, no 2,‎ 1963, p. 97-100 (lire en ligne)
- Roger Cadier, Souvenirs d'un Carioca Honoraire, Paris, Nouvelles Éditions Latines, 1982 (ISBN 978-2-7233-0181-7, lire en ligne), chap. X (« La guerre de la langouste »)
- Alain Peyrefitte, De Gaulle, vol. 2, Fayard, 18 décembre 2012, 1100 p. (ISBN 978-2-213-67450-6, lire en ligne), p. 208

En portugais
- (pt) Cláudio da Costa Braga, A Guerra da Lagosta, Rio de Janeiro, Serviço de Documentação da Marinha (SDM), 2004
- (pt) Antônio Carlos Lessa, « A Guerre da Lagosta e outras guerras : Conflito e cooperação nas relações França-Brasil (1960-1964) », Revista Cena Internacional, vol. 1, no 1,‎ 1999 (lire en ligne)
- (pt) Guilherme Poggio, « Operação Lagosta - A Guerra que Não Aconteceu », Poder Naval Online,‎ 2007